# ستان كيلر
ستان كيلر (بالإنجليزية: Stan Keller)‏ هو قائد فرقة ‏ أمريكي، ولد في 1 مايو 1907 في ريدينغ في الولايات المتحدة، وتوفي في 7 أغسطس 1990 في أرفادا في الولايات المتحدة بسبب سرطان الرئة.

## وصلات خارجية
- ستان كيلر على موقع ميوزك برينز (الإنجليزية)